# Sankt Florian am Inn
Sankt Florian am Inn è un comune austriaco di 3 094 abitanti nel distretto di Schärding, in Alta Austria; ha lo status di comune mercato (Marktgemeinde).